# Jürgen Thumann

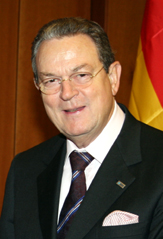
Jürgen Thumann (2012)

Jürgen Robert Thumann (* 17. August 1941 in Schwelm; † 11. August 2022 in Düsseldorf) war ein deutscher Unternehmer und Verbandsfunktionär. Er war von 2005 bis 2009 Präsident des Bundesverbands der Deutschen Industrie (BDI) und von 2009 bis 2013 Präsident der Europäischen Arbeitgebervereinigung Businesseurope.
Thumann war 1978 einer der beiden Gründer des Unternehmens Heitkamp & Thumann in Düsseldorf, das Präzisionskomponenten aus Metall und Kunststoff produziert. Nach seinem Rückzug aus der operativen Führung 1998 war er noch Vorsitzender des Beirates der Heitkamp & Thumann Group. Ab 2009 war er Mehrheitseigner und Aufsichtsratsvorsitzender der Heitkamp BauHolding in Herne. Zudem gehörte er von 2008 bis 2014 dem Aufsichtsrat von ThyssenKrupp an.

## Leben
Jürgen R. Thumann stammte aus einer Unternehmerfamilie. Sein Vater betrieb seit 1925 in Schwelm eine Firma für Metallhandel und Metallverarbeitung – die Thumann Stahl Service Center. Sein Urgroßvater mütterlicherseits gründete 1892 in Wanne ein Bauunternehmen, das lange von Thumanns Cousin, Engelbert Heitkamp, geführt wurde.
Thumann schloss seine Schulausbildung mit der Mittleren Reife ab, absolvierte danach bis 1960 eine Lehre als Groß- und Außenhandelskaufmann. Als sein Vater im Oktober 1960 überraschend starb, trat er im frühen Alter von 19 Jahren und gerade erst mit der Lehre fertig, als geschäftsführender, persönlich haftender Gesellschafter in das elterliche Unternehmen ein. Die Mutter hatte den (nach damaligem Recht) noch Minderjährigen für mündig erklärt, sein Patenonkel Robert Heitkamp stand ihm zur Seite. „Damit war ich Unternehmer! Eine Entscheidung, die ich nie bereut habe, obwohl sie die schwierigste meines Lebens war!“ Thumann hatte Erfolg, baute das Unternehmen kontinuierlich aus – von einem auf drei Werke, von 40 Millionen auf gut 300 Millionen Mark Umsatz. 1992 verkaufte er die Firma an den niederländischen Stahlkonzern Hoogovens, der heute Teil von Tata Steel ist.
1966 war Thumann bereits in das Unternehmen seines Schwiegervaters – die Hille & Müller-Gruppe in Düsseldorf – eingestiegen. Es handelte sich um ein Kaltwalzwerk mit Oberflächenveredelung, das auch international produzierte. 1975 wurde Thumann hier persönlich haftender Gesellschafter und Vorsitzender der Geschäftsführung. Er baute das Unternehmen aus, nahm den niederländischen Konzern Hoogovens als Partner in das Unternehmen, um 1997 auch dieses Unternehmen – wie zuvor schon den elterlichen Betrieb – ebenfalls an Hoogovens zu verkaufen. Schon 1978 hatte er gemeinsam mit seinem Cousin Engelbert Heitkamp die Heitkamp & Thumann KG (heute: Heitkamp & Thumann Group) in Düsseldorf gegründet. 1998 zog sich Thumann von der Spitze des Konzern-Managements zurück.
Die Heitkamp & Thumann Group aus Düsseldorf vereint unter dem Dach einer Holdinggesellschaft über 15 Unternehmen, die in zwei strategischen Geschäftsbereichen (H&T Battery Components, H&T Presspart) sowie drei kleinen Business Units organisiert sind. Die Unternehmen der Gruppe sind tätig auf spezialisierten Märkten der Metall- und Kunststoffverarbeitung, gehören zu Deutschlands „hidden champions“, die auf dem Weltmarkt als Quasi-Monopolisten ausgetüftelte Produkte anbieten. „Wir suchen Marktnischen, in denen wir die Chance haben, Weltmarktführer zu werden.“ (Thumann) Mit insgesamt fast 2.000 Beschäftigten in Fertigungsstätten und Vertriebsbüros in Deutschland, England, Schweiz, USA, Singapur und China werden derzeit 448 Millionen Euro Umsatz (2020) erwirtschaftet. 38 Prozent des Umsatzes werden in den USA, 38 Prozent in Europa und gut 20 Prozent in Asien erwirtschaftet. Topprodukt sind Batteriehülsen, die nahezu von sämtlichen Batterieherstellern geordert werden. Der Weltmarktanteil werde von Thumann einmal selbst auf „deutlich über 50 Prozent“ beziffert.
Von 2008 bis 2014 war Thumann Mitglied des Aufsichtsrates von ThyssenKrupp.
Im August 2010 unterzeichneten Thumann und etwa 40 andere Prominente den Energiepolitischen Appell für eine Laufzeitverlängerung deutscher Kernkraftwerke.

## Verbandstätigkeit
Über seine unternehmerische Tätigkeit hinaus engagierte sich Thumann seit 1991 in den Wirtschaftsverbänden der Stahl- und Metallverarbeitung. 2001 wurde er zum Präsidenten des Wirtschaftsverbands Stahl- und Metallverarbeitung e. V. /WSM – einem Mitgliedsverband des BDI – gewählt. Thumann war bis zu seinem Tod Ehrenpräsident des WSM. Seit 1991 war er Mitglied im BDI-Präsidium. Am 29. November 2004 wurde der damals 63-Jährige auf Vorschlag seines Vorgängers Michael Rogowski für zwei Jahre zum BDI-Präsidenten gewählt. Am 20. November 2006 bestätigte ihn die Mitgliederversammlung des BDI für weitere zwei Jahre als Präsidenten. In geheimer Wahl stimmten 156 der 162 Mitglieder für ihn (sechs Enthaltungen). Ende 2008 übernahm sein Nachfolger Hans-Peter Keitel das Amt.
Von 2008 bis 2012 war Thumann Co-Vorsitzender des Trans-Atlantic Business Dialogues (TABD).
Von 2009 bis 2013 war Thumann Präsident des europäischen Arbeitgeberverbandes Businesseurope.
Außer in unternehmerischen Verbänden engagierte sich Thumann auch im Reitsport. Der passionierte Pferdegespannfahrer war von 2001 bis 2005 Präsident der Deutschen Reiterlichen Vereinigung, des Dachverbandes der 7.300 Reit- und Fahrvereine mit insgesamt rund 760.000 Mitgliedern.

## Kritik
Im Oktober 2006 musste sich Jürgen Thumann in Anlehnung an die Heuschreckendebatte dem Vorwurf stellen, er sei „schlimmer als eine Heuschrecke“. Peter Trapp, der damalige Betriebsratsvorsitzende der Firma Spedition Dehnhardt in Meinerzhagen, die Jürgen Thumann gehörte, warf Thumann vor, er habe „die Firma systematisch ausbluten“ lassen. Eine zweite Firma von Jürgen Thumann hätte nach Aussage Trapps, nachdem die Spedition Verluste geschrieben hatte, die 120 LKW des Unternehmens für 3,7 Millionen Euro (30.000 Euro pro LKW) übernommen und danach die Firma durch Leasinggebühren und Mietkosten nahe an die Insolvenz gebracht.

## Ehrungen
- 2011: Verdienstkreuz 1. Klasse der Bundesrepublik Deutschland[7]

## Privates
Jürgen R. Thumann hatte aus erster Ehe zwei Töchter. Seit August 2014 war er mit der Industriellen Maria-Elisabeth Schaeffler verheiratet.